# Toroa saurauiae
Toroa saurauiae är en svampart som först beskrevs av F. Stevens & Roldan, och fick sitt nu gällande namn av Clifford George Hansford 1946. Toroa saurauiae ingår i släktet Toroa och familjen Pseudoperisporiaceae.   Inga underarter finns listade i Catalogue of Life.